# Bristolbaai
De Bristolbaai is een baai in het oostelijk gebied van de Beringzee die in het noorden wordt begrensd door het vasteland van Alaska en in het zuiden door het Alaska-schiereiland. De baai is op z'n breedst 400 km bij 290 km. De kust van de baai kent een getijdeverschil van maximaal 9,9 meter.
De grootste gemeenschappen aan de Bristolbaai zijn Dillingham, King Salmon en Naknek, die voornamelijk door de oorspronkelijke bevolking van Alaska worden bewoond. Deze leeft vooral van de visserij in de baai, waar dan ook de grootste populatie rode zalmen ter wereld zwemt.